# 337 î.Hr.

## Decese
- august: Isocrate orator din Grecia antică (n. 436 î.Hr.)